# 國民革命軍陸軍第十三軍抗日陣亡將士紀念碑
國民革命軍陸軍第十三軍抗日將士陣亡紀念碑位于河南省內鄉縣菊潭公園，豎碑時間為中華民國二十八（1939年）年八月十三日，碑文為時駐防內鄉第十三軍軍長張雪中所撰書。
碑由四塊各為高2.2米，寬0.4米的石刻組合為一整體，共19行字，滿行46個字，行草書。碑文記述了國民革命軍陸軍第十三軍自1937年盧溝橋七七事變後的兩年中，與日軍在南口、台兒莊、瑞西、鄂北等地所進行的戰役。

## 全文
最高領袖蔣公介石曾昭示我們說：“此次對日戰爭是我國家民族生死存亡之所系，歷史絕繼之所關，大家一定要必死的決心和抗戰到底的沉毅精神，出死力來消滅倭寇，我們國家民族與我們個人才有光明的出路”。這話的重要意義，就是要我們全國民眾，全體將士拿出死心和死力，來爭取國家民族的光明生路。這樣大好的時代和責任，我們應該要認識清楚，而且必須頂踵以赴的。概自蘆溝橋事變以來雙七節日足足有了兩周年。敵寇的殘暴，可說是亙古未有，舉世罕見，然而結果之不過促成了我們全國軍民的一致醒覺。不怕敵人的飛機那樣狂暴，敵人的槍火那樣猛烈；可是我們大無畏的犧牲精神以及堅強抵抗的決心和力量早已具備充分，而且事實上已成了一座血肉長城，當作了國家民族的屏障，維繫今後大中華的光明生路。茲就本軍經過．之戰役來講，如南口、台莊、瑞西、鄂北都是我們十三軍武裝同志壯烈犧牲之所在，尤其．南口苦戰，羅團殉職，台莊殲敵，奮不顧身，在先烈百折不撓之決心和沉毅奮鬥之無畏精神，實足以昭日月垂千世。我們又知道，革命最大目的在求國家民族自由平等，念諸先烈之血汗頭顱，為欲達此目的而抗戰而犧牲，創造了不少光榮戰績，勳蕩了全世界大多數人的深切同情和贊助。他們的成就固有相當的偉大，我們後死者只有萬眾一心繼以千百倍的努力，來向革命最大之目的再求邁進。要這樣才算得盡了後死者的責任，來對得起已死諸先烈，國家民族才有光明的生路。
雪中忝長本軍，率同轉戰，為懷念先烈和死難同胞，爰于內鄉軍政舉行雙七兩周年紀念大會，並在縣之東關菊潭公園建立本軍抗戰陣亡將士紀念碑。為之銘曰：
壯哉諸烈    百戰倭奴    建勳南口   英勇楷模
台莊之捷    殲剿寇首    板垣磯穀   幾作階囚
轉戰鄂贛    屢挫敵鋒    持危繼絕   奮鬥以終
懷我胞澤    七七雙周    立筆紀念   景仰千秋
張雪中       撰書
中華民國二十八年八月十三日